# Bogatynia
Bogatynia (česky Bohatyně nebo před rokem 1945 Rychnov; německy Reichenau, respektive Reichenau in Sachsen) je město v Polsku v Dolnoslezském vojvodství v okrese Zhořelec ve gmině Bogatynia, poblíž trojmezí hranic s Českem a s Německem ve výběžku polského území, kterému se říká Turoszovský, (polsky Worek Turoszowski) nebo Bogatyňský výběžek. Nachází se v Žitavsko-zhořelecké pánvi 27 km na jih od Zhořelce a 147 km jihozápadně od Vratislavi. Patří k polské části Horní Lužice. Protéká jí potok Oleška (Miedzianka). V roce 2023 zde žilo 16 245 obyvatel.
Bogatynia je jedním z nejbohatších měst v Polsku, na jejím území se nachází hnědouhelný důl Turów a stejnojmenná elektrárna, které dohromady zaměstnávají přibližně 5,5 tisíce lidí. Město je součástí Euroregionu Nisa.

## Název
Bogatynia byla založena ve třináctém století jako lužická osada Richnow. Později měla jméno Reichenau (německy Reichenau; reiche - bohatý, die Aue - louka). V roce 1945 na počátku polské správy se používal název Rychwałd (do 5. března 1947), ale nakonec byl přijat název Bogatynia. V roce 1973 byla Bogatynia sloučena s Turoszowem.

## Historie
První informace o Bogatyni jsou z roku 1262 a do sedmnáctého století byla součástí Zemí Koruny české.
Středověká vesnice se rozvinula díky výhodné poloze na obchodní cestě mezi bohatými městy Drážďany, sídlem Míšenského markrabství a Svídnicí ve Slezsku. V roce 1430 byla zcela zničena husitskými vojsky.
Osada byla majetkem České koruny, po Pražském míru a dohodou mezi českým králem Habsburkem Ferdinandem II. a saským vévodou v roce 1635 převzalo Saské kurfiřtství Lužici i s Bogatyniou. V té době byla osada byla kondominiem kláštera cisterciánek v Marienthalu a města Žitavy. V letech 1697 až 1706 a 1709 až 1763 byla Bogatynia součástí personální polsko-saské unie.

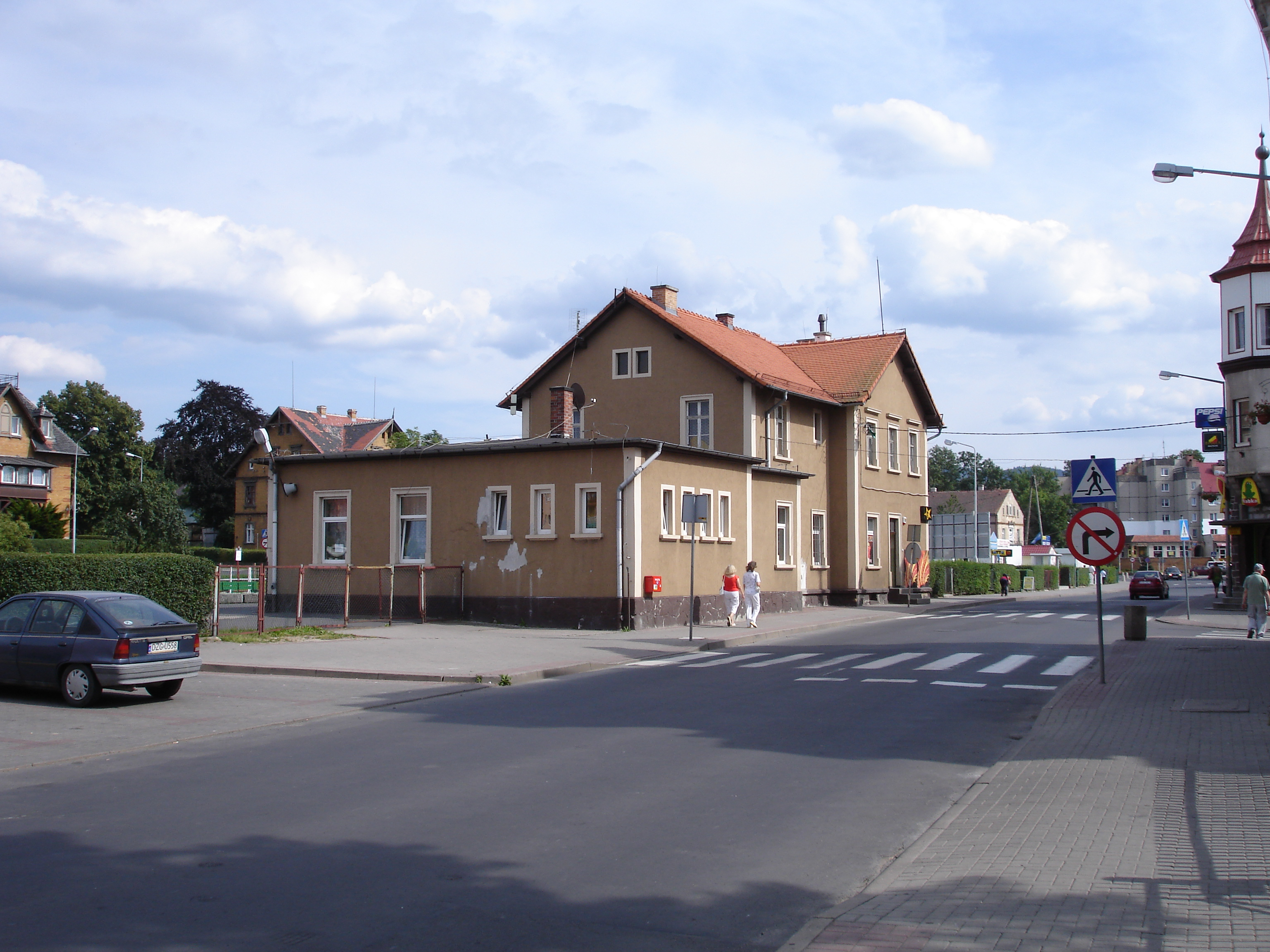
Bývalé nádraží úzkorozchodné dráhy v Bogatyni

Pod patronátem kláštera následoval v Bogatyni rozvoj řemesel. Počátkem novověku obec zbohatla díky rozvoji tkalcovství, začala ohrožovat konkurenci v Žitavě. V roce 1627 tkalcovští mistři ze sousední Žitavy, s odkazem na šestnácté privilegium zničili tkalcovské dílny v Bogatyni a odvezli suroviny potřebné ke tkaní. V osmnáctém století se Bogatynia díky rozvoji tkalcovství v chalupách stala prosperujícím obcí, o čemž historické roubené domy zničené při povodni v roce 2010.
Od poloviny devatenáctého století až do konce druhé světové války spadala Reichenau Bogatynia administrativně pod saskou Žitavu. Rozvinul se zde lehký průmysl (výroba vína, lihovin a konzerv) a těžba hnědého uhlí, a město se stalo správním centrem okolních obcí.
V roce byl 1856 Bogatyni zřízen královský saský soud. V roce 1884 byla zprovozněna úzkorozchodná železnice ze Žitavy do Bogatyně, která byla v roce 1900 prodloužena do českých Heřmanic, zde pokračovala do Frýdlantu, kde navazovala na železnici z Liberce do Zawidówa. Trať byla po roce 1945 zrušena.
Od roku 1871 byla Bogatynia součástí nově vzniklé Německé říše.
V roce 1904 byly sloučeny obce „Reichenau-Klösterlicher Anteil“ a „Reichenau-Zittauer Anteil“ do obce Reichenau in Sachsen.
Během posledních dnů druhé světové války, 22. dubna 1945 provedla sovětská letadla nálet na Bogatyniu. Tento útok si vyžádal dva mrtvé a mnoho raněných, bomby zasáhly i úzkorozchodnou dráhu a nádraží.
V roce 1945 bylo město připojeno k Polsku a původní obyvatelstvo, včetně utečenců z východních území, bylo vysídleno do Německa.
Území okolo Bogatyně je jediným polským územím na východ od linie Odra-Nisa, které bylo v před rokem 1945 saské, a nikdy nebylo součástí Pruska (např. Slezsko, Pomořansko, Východní Braniborsko či Východní Prusko). Saské území na východ od Nisy představovalo přibližně 40 procent bývalého okresu Žitava.
Dne 8. srpna 1960 byla do Bogatyni zprovozněna trať o normálním rozchodu z polské stanice Mikułowa a bylo otevřeno nádraží. Dne 2. dubna 2000 byl na trati zastaven provoz.
Během letních povodní v 8. srpna 2010 utrpělo město velké škody, kdy· se z břehů vylily přítoky Lužické Nisy. Bylo poškozeno 600 budov, z toho 277 podstávkových domů, které mají velkou kulturní hodnotu, ale jen u několika z nich bylo rozhodnuto o demolici.

## Přírodní poměry

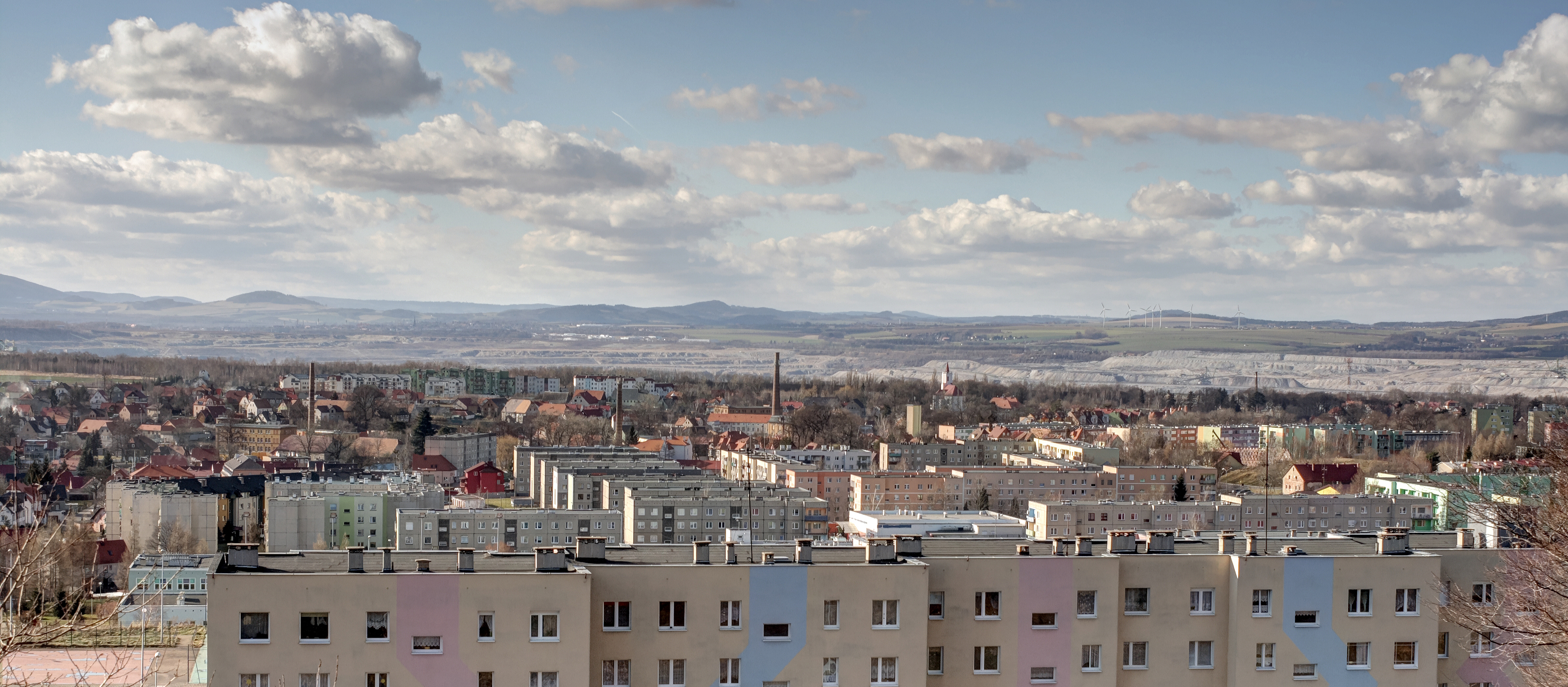
Bogatynia

Bogatynia leží v Turoszowské kotlině, v tektonickém poklesu s bohatými ložisky hnědého uhlí, který je ohraničena na jihu Hraničním vrchem o nadmořské výšce 616 metrů, který leží v Jizerských horách. Na severní straně je ohraničena Dzialoszynskou vyvýšeninou o nejvyšším bodě 340 metrů nad hladinou moře. Nejnižším bodem je uměle vytvořené dno hnědouhelného dolu Turów, které se nachází přibližně 20 metrů nad hladinou moře. Na sever od města se nachází výsypka dolu Turów, výška hald je 450 metrů nad hladinou moře. Výsypky ovlivňují lokální klima. Hnědouhelný důl Turów má být prohlouben o 60 až 80 metrů a nejnižší bod má být 30 metrů pod hladinou moře.
Město se rozkládá podél potoka Miedzianka, který přitéká z Čech, kde má jméno Oleška. V Bogatyni se do Miedzianky vlévá menší potok Jasnića a další menší potok Czerwienica. V jižní části města je do Miedzianky lévá potok Wądolno.

## Území

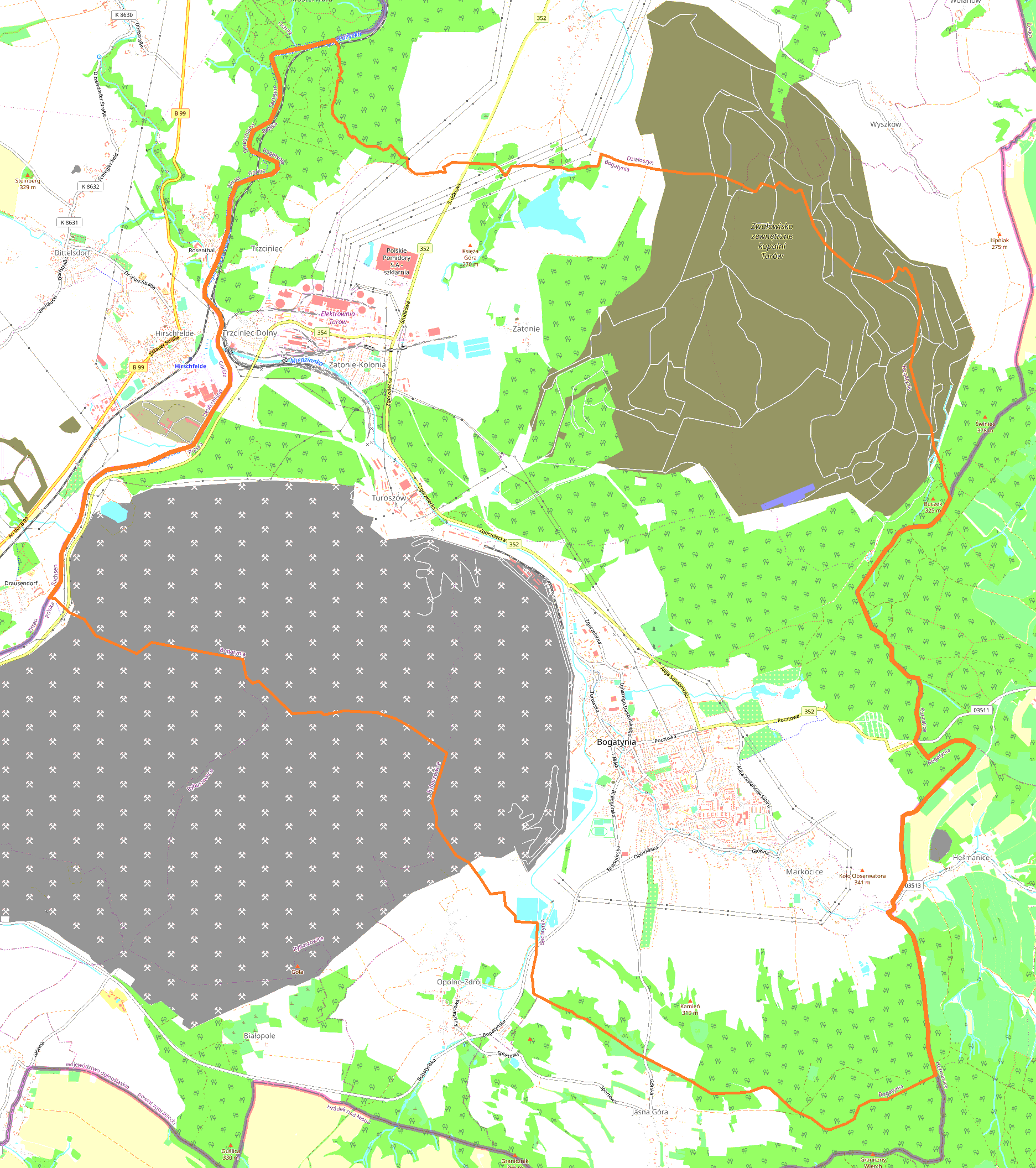
Mapa okolí Bogatyně

Město se skládá z městských částí: Markocice, Trzciniec, Turoszów, Turoszów-Wieś, Zatonie a Zatonie-Kolonia.
V letech 1975-1998 se město administrativně patřilo do vojvodství Jelenia Gora. Na území obce je šest hraničních přechodů: tři na polsko-české hranici a tři na polsko-německé hranici. Bogatynia je členem dobrovolného sdružení měst - „Malý trojúhelník“ Žitava - Hrádek nad Nisou - Bogatynia. Česká vláda chce ve Frýdlantském výběžku, který sousedí s Bogatyniou vrátit Polsku území, které si Polsko nárokuje Smlouvou o česko-polském vyrovnání z roku 1958 a který vznikl sporem o Těšínsko. Liberecký kraj byl měl přijít o 49 hektarů území. Panují obavy, že na navráceném území chce Polsko rozšířit výsypku dolu Turów, a tím dojde ke přiblížení výsypky k českým obcím a zhoršení životního prostředí.

## Demografie
V roce 2015 měla Bogatynia 18 299 obyvatel. Po vysídleném původním německém obyvatelstvu po roce 1945 přišli do Bogatyně obyvatelé z dřívějšího východního Polska - z okolí Lvova, Tarnopole a Stanislavova.

## Kultura a pamětihodnosti
K nejvýznamnějším architektonickým památkám Bogatyně patří novogotický kostel Neposkvrněného početí Panny Marie, postavený v letech 1863-1868 řádem cisterciánek jako klášterní kostel s hřbitovem, márnicí a farou. Jeho největší hodnotou je historický portál pocházející z dřívějšího chrámu. Dalším kostelem je původně evangelický, nyní římskokatolický kostel svatého Petra a Pavla ze 17. století  a kostel svaté Maří Madgalény ze 16. století. Dalším kostelem v Bogatyni je římskokatolický kostel svatého Maxmiliána Marii Kolbeho,
V Bogatyni je 130 udržovaných podstávkových domů, což je třetina z celkového počtu v Polsku. Zajímavé podstávkové domy jsou domy v ulici Waryńskiego 17, 18, 24, a 30. Dalším zajímavým podstávkovým domem je lidový dům v Markocicích, ve kterém je multifunkční centrum Trojzemí.

## Hospodářství a infrastruktura

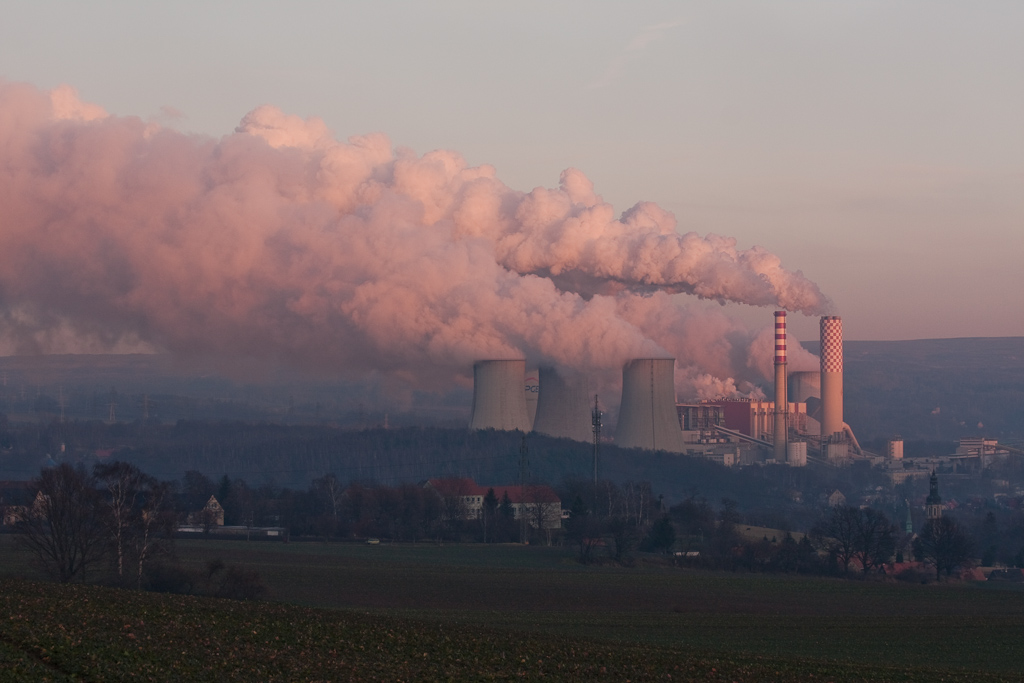
Elektrárna Turów

Poblíž Turoszowa se nachází elektrárna Turów. Byla uvedena do provozu v roce 1962 a v okamžiku zprovoznění byla největší elektrárnou spalující hnědé uhlí v Evropě. V roce 2016 měla devět energetických bloků o celkovém výkonu 2 106 MW, tři bloky (1, 2 a 3) o výkonu 235 MW a další tři bloky (4, 5 a 6) o výkonu 260 MW. Je třetí největší elektrárnou v Polsku, spalující hnědé uhlí a podílí se 8,3 procenty na celkové výrobě elektřiny v Polsku. V letech 1995 až 2005 proběhla modernizace zařízení elektrárny, která stála 1,6 miliard USD, z toho 30 % pocházelo z vlastních zdrojů elektrárny. Má šest chladicích věží a dva komíny o výšce 150 metrů. Elektrárna zaměstnává přibližně 1800 osob a byla postavena v letech 1961 až 1971. Bloky elektrárny prošly modernizací a oxidy síry se podařilo snížit na osminu, poklesly i oxidy dusíku a prašnost. Od července 2009 je v elektrárně Turów v provozu systém zařízení ke spoluspalování biomasy lesního původu (štěpky), zemědělského původu (sláma) původu a biomasy z energetického pěstování (energetická vrba), v množství do 180 tisíc tun ročně. V roce 2013 byla elektrárna 19. největším znečisťovatelem ovzduší v Evropské unii.
Uhlím elektrárnu zásobuje hněhouhelný důl Turów, který leží mezi Sieniawkou ( (německy Kleinschönau), počeštěle Šeňavka) a Bogatyniou. Roční těžba dolu je 12 miliónů tun hnědého uhlí a odhadované zásoby jsou 373 miliónů tun hnědého uhlí.
Ve městě je Liceum Ogólnokształcące Marie Curie-Skłodowské, které dlouhodobě spolupracuje s gymnáziem v německém v Herrnhutu, a střední škola Zespół Szkół Zawodowych v Bogatyni.
V městě končila železniční trať číslo 290 ze stanice Mikułowa, a procházejí jí vojvodské silnice číslo 352 a 354.

## Osobnosti
- Johann Hübner (1668–1731) – učitel a spisovatel, narozený v Turoszowě
- Johann Friedrich May (1697–1762) – profesor filosofie, etiky a politologie na univerzitě v Lipsku, narozený v Turoszowě
- Johann Gottfried Schicht (1753–1823) – dirigent a varhaník
- Ernst Friedrich Apelt (1812–1859) – filozof a spisovatel
- Carl August Preibisch (1819–1877) – podnikatel v textilní výrobě
- Erich Krenkel (1880–1964) – geolog a profesor v univerzitě v Lipsku
- Richard Blasius (1885–1968) – hornolužický básník
- Frida Hockauf (1903–1974) – politická aktivistka v NDR
- Hilde Flex (1921–1998) – spisovatelka
- Gunther Leupolt (1922–2017) – pedagog a spisovatel vlastenecké lužické literatury
- Kurt David (1924–1994) – spisovatel
- Herbert Bernig (1931–2020) – důstojník NVA, velitel flotily a kontradmirál lidového námořnictva
- Werner Dittrich (* 1937) – vzpěrač
- Clemens Spantig (1941–2014) – politik (CDU)
- Sylwia Ejdys (* 1984) – běžkyně
- Mateusz Trochanowski (* 1992) – fotbalový brankář

## Partnerská města
- Hrádek nad Nisou, Česko
- Zgorzelec, Polsko
- Žitava, Německo